# Palaeorhiza variabilis
Palaeorhiza variabilis är en biart som beskrevs av Hirashima 1981. Palaeorhiza variabilis ingår i släktet Palaeorhiza och familjen korttungebin. Inga underarter finns listade i Catalogue of Life.